# Ochthebius montanus
Ochthebius montanus är en skalbaggsart som beskrevs av Imre Frivaldszky 1881. Ochthebius montanus ingår i släktet Ochthebius och familjen vattenbrynsbaggar. Inga underarter finns listade i Catalogue of Life.